# Polymerus nubilipes
Polymerus nubilipes är en insektsart som beskrevs av Knight 1925. Polymerus nubilipes ingår i släktet Polymerus och familjen ängsskinnbaggar. Inga underarter finns listade i Catalogue of Life.